# Culicoides trizonatus
Culicoides trizonatus är en tvåvingeart som beskrevs av Tokunaga 1963. Culicoides trizonatus ingår i släktet Culicoides och familjen svidknott. Inga underarter finns listade i Catalogue of Life.